# Carter Goodrich
Pour les articles homonymes, voir Goodrich.
Carter Goodrich est un character designer et illustrateur américain. Il a commencé à travailler pour DreamWorks Animation en 1995 Il a également publié plusieurs livres jeunesse et illustré plus de 17 couvertures du New Yorker.

## Filmographie
- 1998 : Le Prince d'Égypte
- 2000 : Joseph, le roi des rêves
- 2001 : Shrek
- 2001 : Monstres et Cie
- 2003 : Le Monde de Nemo
- 2003 : Sinbad : La Légende des sept mers
- 2004 : La ferme se rebelle
- 2006 : Les Rebelles de la forêt
- 2007 : Ratatouille
- 2008 : Les Rebelles de la forêt 2
- 2010 : Moi, moche et méchant
- 2010 : Home Makeover
- 2012 : Rebelle
- 2012 : Hôtel Transylvanie
- 2013 : Les Croods
- 2013 : Moi, moche et méchant 2

## Récompenses
- 2006 : Annie Awards pour son travail sur Ratatouille
- 2011 : Dis bonjour à Zorro ! a reçu trois prix majeurs aux États-Unis : l’album préféré des parents, l’album préféré des éditeurs et le meilleur album de l’année[5]
- 2013  Annie Awards pour son travail sur Les Croods

Carter Goodrich a également reçu deux fois la Médaille d'Or décernée par la Society of Illustrators (en).